# Amphicnemis bicolor
Amphicnemis bicolor – gatunek ważki z rodziny łątkowatych (Coenagrionidae). Występuje endemicznie w Malezji. Znany jest tylko z holotypu – samca złowionego na wyspie Pulau Banggi położonej u północnych wybrzeży Borneo. Być może występuje też na sąsiednich wysepkach i w północnej części stanu Sabah na Borneo.